# Иксплорър (совалка)
„Индипендънс“, по-рано известна като „Иксплорър“, е макет на космическа совалка в пълен мащаб. Построена е в Апопка, Флорида от Guard-Lee и инсталирана в Кенеди Спейс Център Визитор Комплекс през 1993 г. Създадена е чрез схеми, чертежи и архивни документи, предоставени от НАСА и совалкови изпълнители, като Rockwell International. Въпреки че много от функциите са симулирани, някои от основните части на модела, като гумите на Мишлен, използвани на колесниците, са автентични за програмата Спейс Шатъл. Макетът има дължина 37,4 m, височина 16 m и размах на крилете 24 m.
Совалката си сменя името на Индипендънс на 5 октомври 2013 г., когато е в Джонсън Спейс Център.

## На показ в КСЦ
Совалката бе на показ в КСЦ Визитор Комплекс върху бетонни стълбове и със стоманени кабели. Достъпът на посетителите е осигурен от портална кула с рампи и асансьор за достъпност. Вътре, можеха да видят макет на полезен товар, манекен, облечен с ранен скафандър с оранжев цвят, използван от астронавтите и пилотска кабина с контроли и инструменти. В непосредствена близост до Иксплорър са два солидни ракетни ускорителя, заплодени за пълноразмерен външен резервоар с гориво.

## Преместване в Хюстън
След получаването на пенсионирания „Атлантис“ в КСЦ, Иксплорър бе премахнат от КСЦ Визитор Комплекс на 11 декември 2011 г. от Биъл Брос и преместен на ремарке със 144 колела с камион до VAB в непосредствена близост до стартов комплекс 39 да бъде натоварен върху баржа за Джонсън Спейс Център през пролетта на 2012 г.